# Iván Sirkó
Iván Dmítrovich Sirkó (en ucraniano: Іван Дмитрович Сірко; Merefa, óblast de Járkov, 1605/1610-Jrushivka, óblast de Dnipropetrovsk, 11 de agosto de 1680) fue un koshovýi otamán del Sich de Zaporiyia y señalado como coautor de la famosa carta de respuesta de los cosacos de Zaporiyia al sultán Mehmed IV (1642-1693) del Imperio otomano.
Participante y organizador de numerosas campañas y batallas, principalmente contra los "infieles" (tártaros de Crimea y otomanos), así como contra los cosacos que seguían una política propolaca o proturca. Se hizo famoso como un celoso defensor de la ortodoxia. Héroe de las tradiciones y canciones orales ucranianas.
En el famoso cuadro: "Cosacos zapórogos escribiendo una carta al Sultán", Mijáil Ivanovich Dragomirov, entonces, el gobernador general de Kiev, fue utilizado como modelo para retratar a Iván Sirkó.

## Biografía
Se cree que procedía de Merefa, en el óblast de Járkov, Ucrania. Según la leyenda nació con dientes, en ese momento, su padre dijo que el niño “roerá a sus enemigos con los dientes”. Sin embargo, los aldeanos creían que el niño estaba marcado por el diablo desde su nacimiento y trataron al niño con precaución y, hasta cierto punto, esto estaba justificado, porque desde pequeño mostró habilidades inusuales, que luego se volvieron simplemente fantásticas. Dicen que él y su esposa Sophia tuvieron dos hijos: Peter y Roman, y dos hijas.
Tanto amigos como enemigos hablaron de Serkó como un hombre de notable talento militar. Los tártaros de Crimea llamaban a Serko Urus-shaitan, es decir, el "diablo ruso", y las madres turcas asustaban a sus hijos con su nombre. Siempre defendió y abogó por la fe ortodoxa.
También se sabe que se distinguía por su generosidad y su raro desinterés, nunca persiguió a un enemigo débil y, después de la guerra, nunca se apoderó del botín militar. Aunque se conoce un caso en que él, en 1675, al regresar de una campaña en Crimea, ordenó matar a unos tres mil esclavos liberados de origen eslavo que se convirtieron al Islam en cautiverio y se negaron a regresar al Hetmanato cosaco.
Era una especie de verdadero cosaco: valiente y apasionado. Según los recuerdos de los embajadores polacos, "no bebía, lo cual es muy raro para un cosaco". Puede hacerse una idea de su carácter por su famosa cita: "La necesidad cambia la ley".
Se cuenta que, en el período final de la Guerra de los Treinta Años, en septiembre de 1646, fue uno de los jefes de un destacamento de cosacos que luchó al servicio del rey de Francia, bajo el mando de Luis II de Borbón-Condé, en el Asedio de la Fortaleza de Dunkerque, que estaba en manos de los españoles. El 11 de octubre, la fortaleza sitiada se rindió.  
Participó de la rebelión de Jmelnitski y también en campañas contra el Imperio otomano y los tártaros de Crimea. En 1654, siendo coronel, no quiso prestar juramento al zar Aleijo I de Rusia se retiró al Sich de Zaporiyia, pero, en 1659, comandó una operación militar que favoreció el zar contra el hetman pro polaco Iván Vihovski. Entre 1658 y 1660, fue coronel del Regimiento cosaco de Kalnik (óblast de Vínnitsa).
En 1659, realizó una incursión contra la Horda de Nogái, que obligó a Mehmed IV Giray, entonces el Khan de Crimea, retirar sus tropas de la orilla izquierda del Dniéper con las tropas del Hetman pro-polaco Iván Vihovski, lo que condujo al derrocamiento de Vihovski.
En 1663 fue elegido atamán de los cosacos de Zaporiyia y en alianza con Moscovia venció a los polacos, tártaros y cosacos del atamán Petró Doroshenko (1627-1698). Un año después, apoyo el levantamiento en el Ucrania del margen derecho, lo que motivó nuevamente un conflicto con el sultán.
Enemigo del atamán pro-moscovita Iván Briujovetski (1623-1668), de igual manera casó a su hijo Román con la hija de éste. Fue el primer atamán en admitir calmucos en su ejército. En 1667, se apoderó de Feodosia, saqueándola y liberando a miles de esclavos que llevó a Zaporiyia.
En 1668, durante el Levantamiento de la Margen Izquierda, se pasó al lado de Petró Doroshenko, sin embargo, al intentar tomar Járkov, sufrió una gran derrota por parte de los járkovitas, que no le perdonaron su traición.
En 1670 rompió con Doroshenko, quemó a Ochákov e infligió varias derrotas a su reciente aliado. En 1672, queriendo convertirse en atamán, encabezó la oposición de los ancianos cosacos contra la candidatura de Ivan Samoilovich, sin embargo, por ser considerado un candidato peligroso por los rusos, fue arrestado por Zhuchenko, entonces el coronel de Poltava, y extraditado a Moscú, donde fue enviado al exilio en Tobolsk.
Sin embargo, en vista de la guerra que se estaba gestando con los turcos (Campañas de Chigirin), Serko pronto fue perdonado y regresó al Hetmanato Cosaco, donde, en diciembre de 1672, prestó juramento de lealtad al Zar Aleijo I. En este contexto, organizó varias campañas exitosas contra el Kanato de Crimea. En particular, en 1673 se llevó a Arslan, Ochakov y otros.
En 1674, extraditó a Moscú al falso Simeón Alekseevich, que había aparecido en el Sich de Zaporiyia. Más tarde, ganó activamente al hetman de la orilla derecha, Peter Doroshenko, para que se uniera al Zar de Moscú.
En 1675 o 1676, los cosacos zaporogos vencieron en una gran batalla a los turcos otomanos pero el sultán exigió su sometimiento, escribiéndose la famosa carta en respuesta. Murió en su casa de Hrushivka el 1 de agostojul./ 11 de agosto de 1680greg..